# Bowling aux Jeux asiatiques de 2006
Les épreuves de bowling aux Jeux asiatiques de 2006 se sont déroulées du 3 au 10 décembre 2006 au Qatar Bowling Centre, à Doha, au Qatar. Douze épreuves de bowling (six féminines et six masculines) figuraient au programme.

## Tableau des médailles
|          | Bowling aux Jeux asiatiques de 2006 |    |        |        |       |
| Position | Pays                                | Or | Argent | Bronze | Total |
| Position | Pays                                |    |        |        | Total |
| 1        | Corée du Sud                        | 4  | 4      | 3      | 11    |
| 2        | Malaisie                            | 3  | 3      | 0      | 6     |
| 3        | Arabie saoudite                     | 2  | 0      | 2      | 4     |
| 4        | Singapour                           | 1  | 2      | 2      | 5     |
| 5        | Indonésie                           | 1  | 1      | 0      | 2     |
| 6        | Japon                               | 1  | 0      | 1      | 2     |
| 7        | Émirats arabes unis                 | 0  | 2      | 1      | 3     |
| 8        | Qatar                               | 0  | 1      | 0      | 1     |
| 9        | Thaïlande                           | 0  | 0      | 2      | 2     |

## Femmes

### Individuel
| Médaille | Nom                    | Pays      | Points |
| -------- | ---------------------- | --------- | ------ |
|          | Cheah Mei Lan Esther   | Malaisie  | 1 444  |
| Argent   | Putty Insavilla Armein | Indonésie | 1 395  |
| Bronze   | Angkana Netrviseth     | Thaïlande | 1 331  |

### Doublette
| Médaille | Nom                                          | Pays         | Points |
| -------- | -------------------------------------------- | ------------ | ------ |
|          | Kwang Tien Mei Michelle Teo Hui Ying Valerie | Singapour    | 2 671  |
| Argent   | Choi Jin A Kim Yeau Jin                      | Corée du Sud | 2 620  |
| Bronze   | Kanako Ishimine Maki Nakano                  | Japon        | 2 598  |

### Triplette
| Médaille | Nom                                                | Pays         | Points |
| -------- | -------------------------------------------------- | ------------ | ------ |
|          | Hwang Sun Ok Kim Hyo Mi Nam Bo Ra                  | Corée du Sud | 3 983  |
| Argent   | Zandra Aziela Cheah Mei Lan Esther Shalin Zulkifli | Malaisie     | 3 973  |
| Bronze   | Choi Jin A Gang Hye Eun Kim Yeau Jin               | Corée du Sud | 3 940  |

### Par équipes
| Médaille | Nom                                                                                            | Pays         | Points |
| -------- | ---------------------------------------------------------------------------------------------- | ------------ | ------ |
|          | Chai De Choo Wendy Cheah Mei Lan Esther Shalin Zulkifli Koh Suet Len Sharon Zandra Aziela      | Malaisie     | 6 555  |
| Argent   | Choi Jin A Kim Yeau Jin Hwang Sun Ok Gang Hye Eun Nam Bo Ra                                    | Corée du Sud | 6 316  |
| Bronze   | Teo Hui Ying Valerie Tan Bee Leng Chan Lu Ee Evelyn Tan Shi Hua Cherie Kwang Tien Mei Michelle | Singapour    | 6 239  |

### Individuel général
Pour cette épreuve, les scores obtenus par chaque joueuse dans les épreuves individuelle, doublette, triplette et par équipes sont additionnés.
| Médaille | Nom                  | Pays         | Points |
| -------- | -------------------- | ------------ | ------ |
|          | Choi Jin A           | Corée du Sud | 5 339  |
| Argent   | Cheah Mei Lan Esther | Malaisie     | 5 296  |
| Bronze   | Teo Hui Ying Valerie | Singapour    | 5 245  |

### Masters
Cette épreuve se déroule sous forme d'un tournoi.
| Médaille | Nom                  | Pays         |
| -------- | -------------------- | ------------ |
|          | Choi Jin A           | Corée du Sud |
| Argent   | Cheah Mei Lan Esther | Malaisie     |
| Bronze   | Kim Yeau Jin         | Corée du Sud |

## Hommes

### Individuel
| Médaille | Nom                   | Pays                | Points |
| -------- | --------------------- | ------------------- | ------ |
|          | Ryan Leonard Lalisang | Indonésie           | 1 442  |
| Argent   | Choi Bok Eum          | Corée du Sud        | 1 419  |
| Bronze   | Mahmood Al Attar      | Émirats arabes unis | 1 401  |

### Doublette
| Médaille | Nom                                     | Pays                | Points |
| -------- | --------------------------------------- | ------------------- | ------ |
|          | Bader Al Alshaikh Hassan Al Alshaikh    | Arabie saoudite     | 2 821  |
| Argent   | Saed Al Hajri Abdulla Al Qatan          | Qatar               | 2 782  |
| Bronze   | Nayef Eqab Al Abadla Jamal Ali Mohammad | Émirats arabes unis | 2 782  |

### Triplette
| Médaille | Nom                                                       | Pays            | Points |
| -------- | --------------------------------------------------------- | --------------- | ------ |
|          | Heng Boon Hian Kong Aaron Eng Chuan Lim Tow Chuang Daniel | Malaisie        | 4 089  |
| Argent   | Lee Yu-Wen Remy Ong Jason Yeong-Nathan                    | Singapour       | 3 985  |
| Bronze   | Bader Al Alshaikh Hassan Al Alshaikh Faisal Al Juraifani  | Arabie saoudite | 3 871  |

### Par équipes
| Médaille | Nom                                                                                                   | Pays            | Points |
| -------- | --- | --------------- | ------ |
|          | Masaru Ito Masaaki Takemoto Tomokatsu Yamashita Yoshinao Masatoki Toshihiko Takahashi Tomoyuki Sasaki | Japon           | 6 579  |
| Argent   | Kang Hee Won Choi Bok Eum Joung Seoung Joo Jo Nam Yi Byun Ho Jin Park Sang Pil                        | Corée du Sud    | 6 428  |
| Bronze   | Bader Al Alshaikh Hassan Al Alshaikh Faisal Al Juraifani Yousif Akbar Ahmad Saad Al Hdyan             | Arabie saoudite | 6 349  |

### Individuel général
Pour cette épreuve, les scores obtenus par chaque joueur dans les épreuves individuelle, doublette, triplette et par équipes sont additionnés.
| Médaille | Nom                   | Pays                | Points |
| -------- | --------------------- | ------------------- | ------ |
|          | Bader Al Alshaikh     | Arabie saoudite     | 5 482  |
| Argent   | Nayef Eqab Al Abadla  | Émirats arabes unis | 5 407  |
| Bronze   | Yannaphon Larpapharat | Thaïlande           | 5 332  |

### Masters
Cette épreuve se déroule sous forme d'un tournoi.
| Médaille | Nom          | Pays         |
| -------- | ------------ | ------------ |
|          | Jo Nam Yi    | Corée du Sud |
| Argent   | Remy Ong     | Singapour    |
| Bronze   | Choi Bok Eum | Corée du Sud |